# Kristján Guy Burgess
Kristján Guy Burgess (* 31. März 1973) ist ein isländischer Politikwissenschaftler, Journalist und früherer Generalsekretär der isländischen sozialdemokratischen Partei Allianz.

## Leben und Karriere
Kristján Guy besuchte das Gymnasium Menntaskólinn í Reykjavík und studierte später an der Universität Island Politikwissenschaft. Später arbeitete er beim staatlichen isländischen Rundfunk Ríkisútvarpið als Journalist. Danach war er Chefredakteur bei der isländischen Zeitung DV. Anschließend wurde er Assistent des isländischen Außenministers Össur Skarphéðinsson im Kabinett Jóhanna Sigurðardóttir II. Seit 2015 war er Generalsekretär der sozialdemokratischen Partei Allianz. 2018 löste ihn in diesem Amt Karen Kjartansdóttir ab.
Kristján Guy Burgess lebt zusammen mit der isländischen Politikerin und Journalistin Rósa Björk Brynjólfsdóttir. Die beiden haben zwei Kinder.